# میا مک‌کنا بروس
میا ساشا مک‌کنا بروس (انگلیسی: Mia Sasha McKenna-Bruce; زادهٔ ۳ ژوئیه ۱۹۹۷) بازیگر اهل انگلستان است. او به خاطر ایفای نقش در بازگشت تریسی بیکر و مکانی برای رها کردن به شهرت رسید. او در فیلم‌های آخرین قطار برای کریسمس و ترغیب ایفای نقش کرده است.

## اوایل زندگی
مک‌کنا بروس در ۳ ژوئیه ۱۹۹۷ در لندن به دنیا آمد و در چیزلهرست، بروملی بزرگ شد. او در مرکز هنرهای نمایشی لیز بورویل در بکسلی کلاس‌های رقص را گذراند و داش آموز آکادمی بل‌کانتو لندن بود. او همچنین در آکادمی رقص سفایر در بکسلی‌هیث و مدرسه گرامر دخترانه میدستون تحصیل کرده است.

## زندگی شخصی
در فوریه ۲۰۲۲، مک‌کنا بروس با بازیگر تام لیچ نامزد کرد. در اوت ۲۰۲۳، اولین فرزند خود، که یک پسر بود را به آورد. این زوج در اوت ۲۰۲۴ ازدواج کردند.